# Muros de Nalón
Muros de Nalón (Muros en asturien) est une commune (concejo aux Asturies) située dans la communauté autonome des Asturies en Espagne.

## Géographie

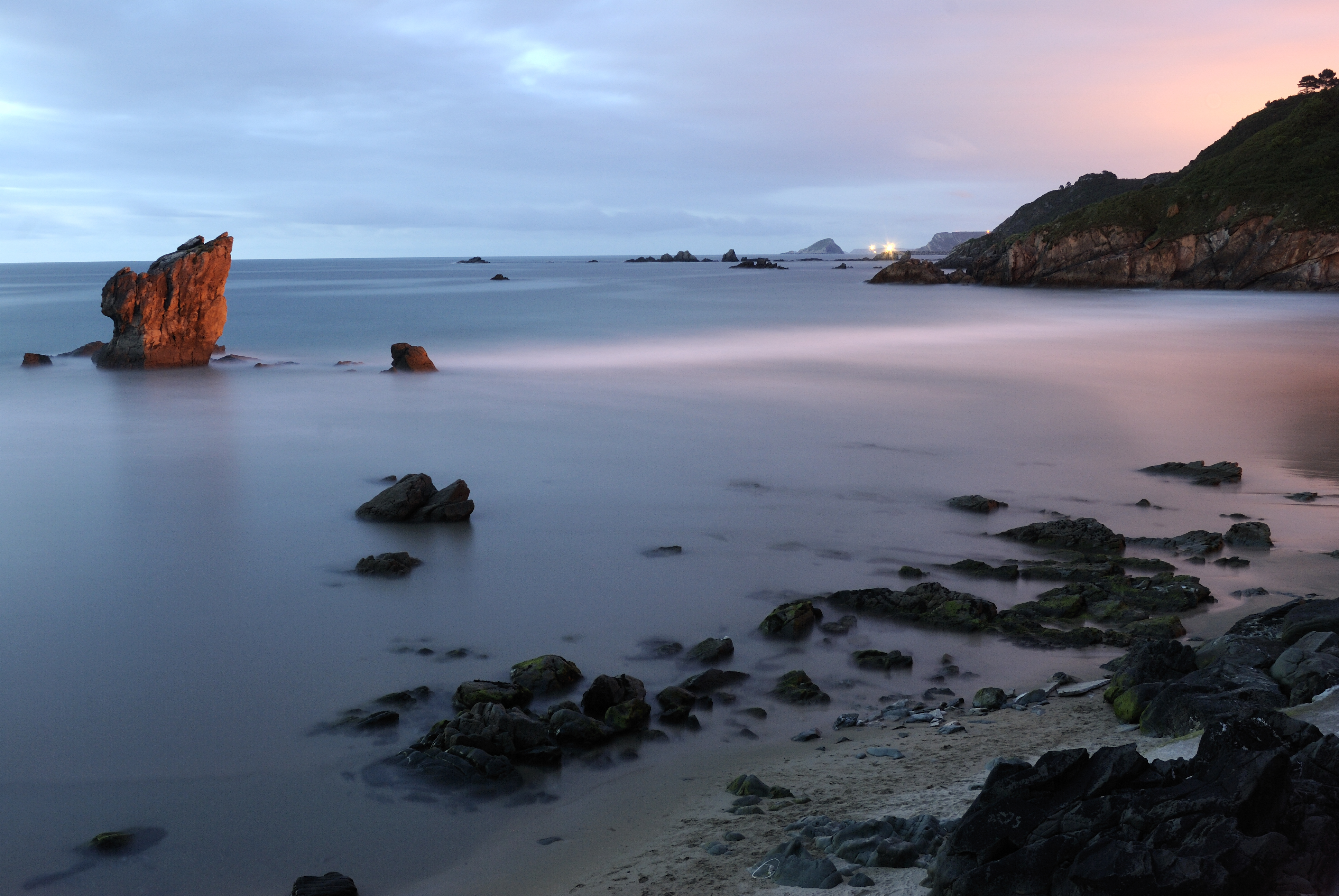
La côte à Aguilar.

L'ensemble du paysage, avec l'estuaire de Nalón, ses nombreuses plages et les douces ondulations de son littoral, lui confère une beauté incontestable. L'altitude la plus basse des communes est celle de Gozón, qui atteint à peine 130 mètres. Son principal cours d'eau est le fleuve Nalón, à laquelle s'ajoutent d'autres petits ruisseaux comme le Pontigo et le Ricarbo. Le paysage est dominé par les pâturages. Parmi sa végétation, il convient de mentionner l'eucalyptus, qui occupe une grande partie de ses pentes.

## Paroisses
La commune est composée des paroisses civiles de :
- Muros de Nalón (1340 habitants en 2017)
- San Esteban (518 habitants en 2017)

## Histoire
Le 14 avril 1847, Muros de Nalón fut constituée en municipalité séparée de Pravia. À cette époque, elle était connue localement sous le nom de Muros, Muros de Nalón ou Muros de Pravia, mais le 27 juin 1916, elle adopta son nom actuel par décret royal.

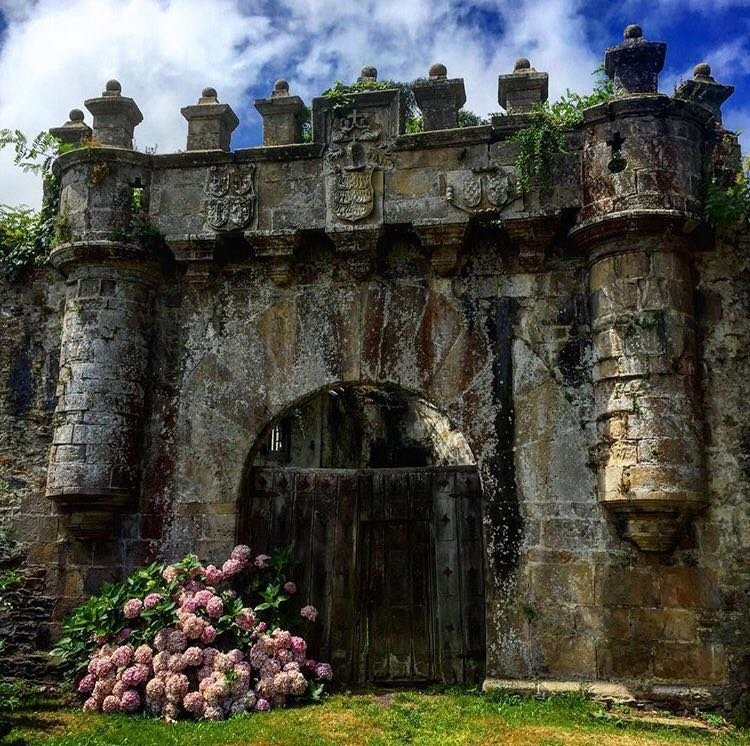
Vestiges du palais de Valdecarzana et Vallehermoso.

Le XIXe siècle apporta des changements majeurs et lors de la guerre d'indépendance espagnole, les troupes françaises sous le commandement du maréchal Michel Ney mirent la ville à sac. C'est toujours au XIXe siècle que les habitants locaux de Muros entamèrent un procès contre la Maison du conseil de Valdecarzana, qui fut intégrée en 1827 dans la juridiction ordinaire du conseil de Pravia. Deux décennies plus tard, en 1847, Muros de Nalón fut constituée en municipalité indépendante. C'est à cette époque qu'est établie la route de Muros à San Esteban de Pravia.
En septembre 1934, avant le déclenchement de la guerre civile espagnole, le navire Vapor Turquesa débarqua une importante cargaison d'armes censées être envoyées en Éthiopie. Ces armes restées en permanence dans les Asturies ont causé de nombreux problèmes durant la guerre civile.
Avec la création d'ENSIDESA (grande entreprise publique espagnole) à Avilés, la commune connut un grand développement industriel jusque dans les années 1970, avant que la crise touche l'industrie espagnole.

## Galerie

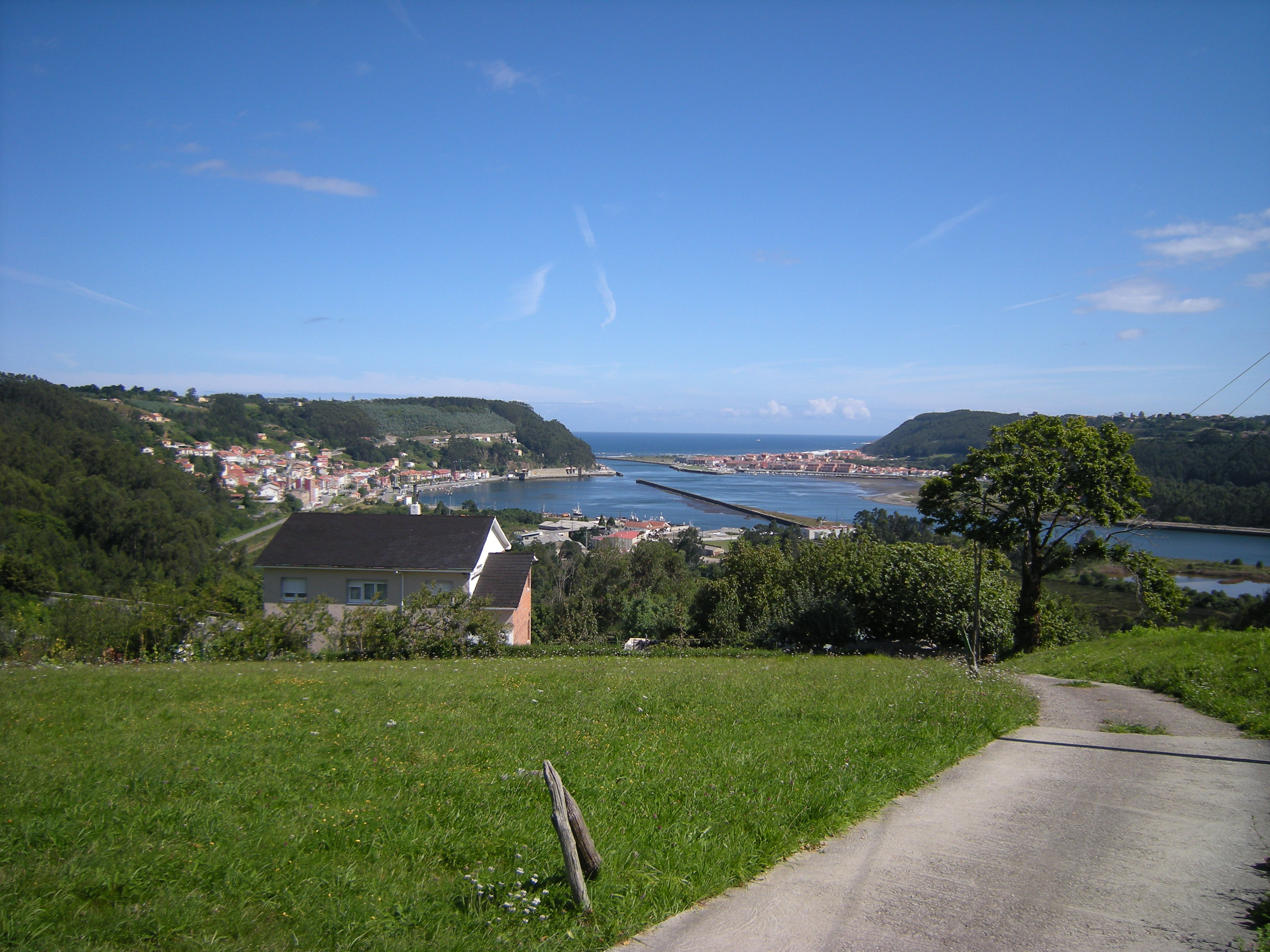
L'estuaire de Nalón avec les villes de San Esteban de Pravia et La Arena (Camino del Norte).
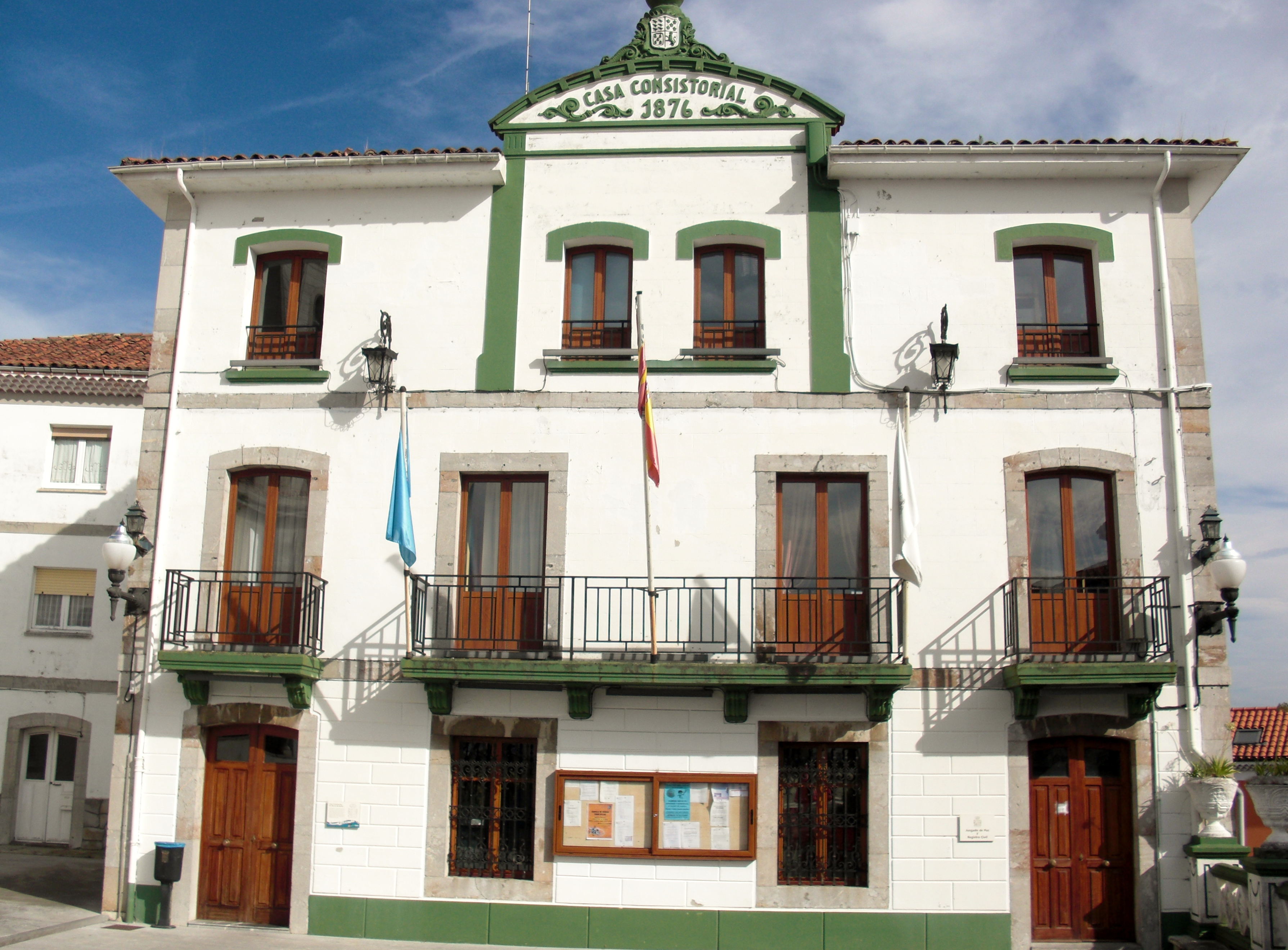
La mairie de Muros de Nalón.
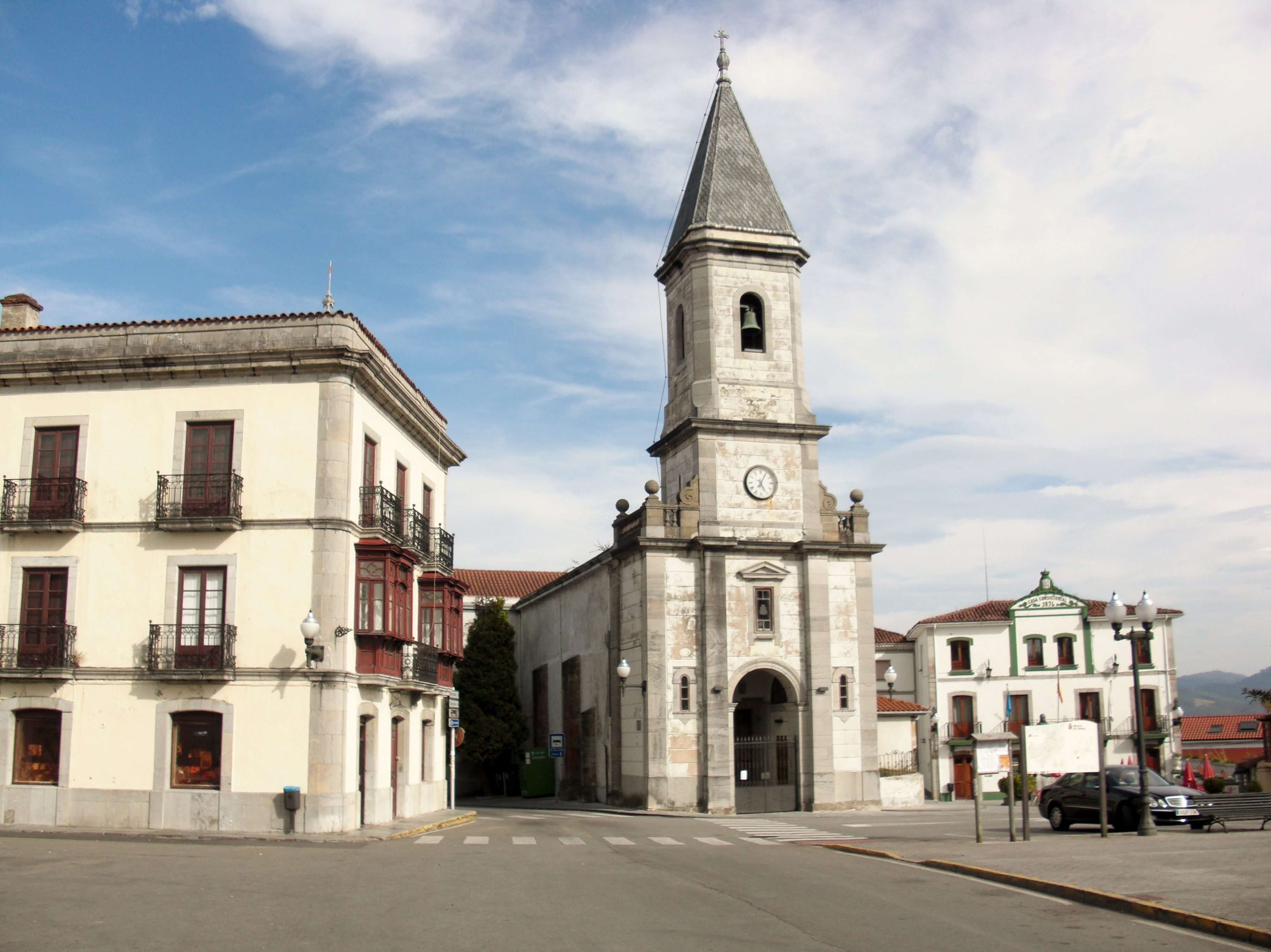
L'église Sainte-Marie de Muros de Nalón.